# Dixella andeana
Dixella andeana är en tvåvingeart som först beskrevs av Lane 1942.  Dixella andeana ingår i släktet Dixella och familjen u-myggor.
Artens utbredningsområde är Peru. Inga underarter finns listade i Catalogue of Life.